# Западная Флорида

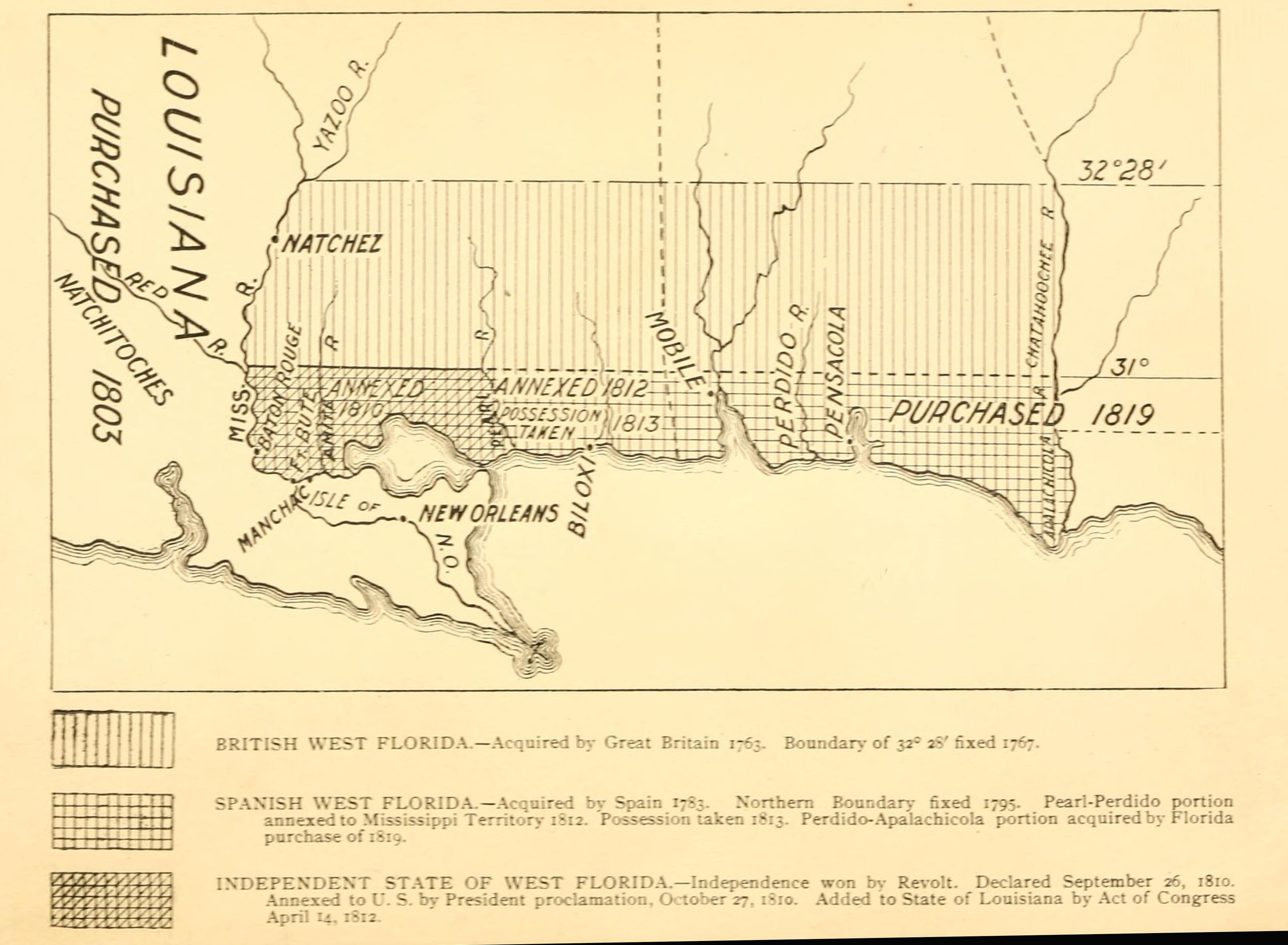
Изменение территории Западной Флориды

Западная Флорида — историческое название территории на северном побережье Мексиканского залива между реками Миссисипи и Апалачикола.
Первыми европейцами, пытавшимися освоить этот регион, были испанцы, включившие его в состав колонии Испанская Флорида, однако постоянные поселения здесь появились лишь в конце XVII века, когда испанцы были вынуждены начать контролировать французов, рассматривавших эти земли как часть Луизианы. Испанцами в 1698 году было основано поселение Пенсакола, французы в 1702 году основали Мобил. После ряда лет трений было решено, что границей между испанской Флоридой и французской Луизианой станет река Пердидо.
Потерпев поражение в Семилетней войне, Франция в 1762 году по секретному договору уступилa Луизиану Испании. В 1763 году по официальному мирному договору Франция уступила территории Луизианы восточнее реки Миссисипи Великобритании, а Испания в обмен на захваченную Великобританией во время войны Гавану отдала Великобритании Флориду, не став также претендовать на восточную Луизиану. Британия посчитала, что новоприобретённая территория является слишком большой для эффективного управления, и разделила её по реке Апалачикола на две колонии: Восточную Флориду и Западную Флориду.
Во время войны за независимость США Испания поддержала восставшие колонии, и по завершившему войну мирному договору получила Флориду обратно. Испанцы предпочли сохранить созданную британцами структуру управления, и оставили Западную Флориду отдельной колонией. Однако договором не были чётко определены её границы, что привело к спору о границах, разрешённому лишь в 1795 году договором Сан-Лоренцо.
В 1800 году по секретному договору Испания вернула Луизиану Франции, однако в этом договоре опять же не были определены границы, поэтому когда в 1803 году Соединённые Штаты купили Луизиану, спор о границах возник опять: Соединённые Штаты предъявили претензии на земли между реками Миссисипи и Пердидо, но испанцы заявили, что они являются частью колонии Западная Флорида, и Франции не отдавались.
Пока между Испанией и США тянулся долгий спор о принадлежности Западной Флориды, на эту территорию проникало всё больше американских поселенцев. Жившие там британские поселенцы также тяготились владычеством испанцев, и 23 сентября 1810 года произошло восстание, в результате которого была провозглашена Республика Западная Флорида. 27 октября 1810 года президент США Джеймс Мэдисон объявил об аннексии Западной Флориды вплоть до реки Пердидо. Правительство республики протестовало против аннексии, желая обсудить условия вхождения в состав США, но власти США отказались его признавать, и включили территорию Западной Флориды в состав Орлеанской территории; сейчас эта часть штата Луизиана известна как «Флоридские приходы».
В 1810 году испанцы сумели удержать под своим контролем Округ Мобил, включавший в себя земли Западной Флориды между реками Перл и Пердидо. Этот регион был захвачен американцами в 1812 году во время англо-американской войны, в которой Испания участвовала как союзница Великобритании, и включён в состав Территории Миссисипи.
В 1819 году между США и Испанией был подписан договор Адамса — Ониса, окончательно зафиксировавший отказ Испании от Флориды в пользу США. Та часть Западной Флориды, что ещё оставалась к этому времени формально испанской, была включена в состав созданной в 1822 году Территории Флорида.